# Christian Bleiming
Christian Bleiming (* 19. Februar 1960 in Coesfeld) ist ein deutscher Boogie-Woogie-Pianist. Christian Bleiming spielt einen traditionellen Stil in der Art von Pinetop Smith und Meade Lux Lewis. Amandus Grund, Christian Bleiming und Peter Samland bilden das Christian Bleiming Trio.
Seit 1984 lebt Bleiming in Münster. Er trat als Solopianist in der WDR-Fernsehtalkshow „Theatercafé live“ auf und ging später auf Tournee. Er ist regelmäßig als Begleitmusiker im Rundfunk und Fernsehen zu hören. Bleiming spielte auf Live-Konzerten mit den Sängerinnen Angela Brown, Jeanne Carroll, den Bluesmusikern Big Joe Duskin, Tommie Harris, Guitar Crusher, Tommy „Madman“ Jones sowie den Größen des Boogie-Woogie Martin Pyrker und Axel Zwingenberger. 2005 wirkte er in der Band von Rock-’n’-Roll-Legende Chuck Berry mit.

## Diskographie
- 1990: Christian Bleiming & his Boogie Boys Jivin´ Time (Acoustic Music Records)
- 1993: Christian Bleiming Piano Blues & Boogie Woogie (Wonderland Records)
- 1995: Christian Bleiming Boogie-Woogie Power-Train (Wonderland Records)
- 1998: Christian Bleiming Boogie That Blues Away (Wonderland Records)
- 2001: Christian Bleiming Solo & Live (Wonderland Records)
- 2005: Christian Bleiming My Blue Boogie Style (Acoustic Music Records)
- 2009: Christian Bleiming & Léah Kline Boogie In My Heart (Acoustic Music Records)
- 2011: Matt Walsh & Christian Bleiming MC Shuffle
- 2014: Christian Bleiming Boogie Woogie With A Touch Of Blues
- 2015: The Rosmaity Brothers feat. Chr. Bleiming & Alex Lex Berry Pickin'
- 2019: Christian Bleiming, Amandus Grund & Izi Onslow Blues Everywhere (LP)
- 2021: Christian Bleiming, Helmut Hoffmann Brauninger telefoniert!
- 2022: Christian Bleiming & The Jazz Lounge Trio Makin' Bread Again